# Дејан Орешковић
Дејан Орешковић (хрв. Dejan Orešković; Славонски Брод, 24. марта 1970), познат и по надимку Кло, хрватски је гитариста и музички продуцент. Члан је босанскохерцеговачке рок групе Забрањено пушење. Раније је био члан босанскохерцеговачке хард рок групе Дивље јагоде.

## Биографија
Орешковић је рођен и одрастао у Славонском Броду. Када је имао шест година био је на свом првом концерту, и то од Бијелог дугмета, будући да су његови родитељи били њихови обожаватељи. Убрзо након тога, добио је акустичну гитару и научио свирати прву песму "Хаус оф д Рајзинг Сан" (енгл. The House of the Rising Sun). Пред крај основне школе почео је наступати са својом првом рок групом с којом свирао песме Ролингстонса и сличних рок група. У наредном периоду свирао је у разним локалним бендовима, а 1988. године је постао члан популарне бродске групе Казабланка, који су у то време имали уговор са Југотоном.
На почетку рата у Хрватској одлази у Немачку, у Минхен. У то време је радио у популарном минхеншком диско клубу где су наступали многи популарни музичари и групе с простора некадашње Југославије с којима остварује контакте. С некима је и сарађивао, као што је Дино Дворник, с којим је радио на његовом концертном албуму Лајв ин Минхен. У Хрватску се вратио 1994. године и настанио се у Загребу. Позван од дугогодишњег познаника Тонија Ловића, постао је чланом бенда Хардтајм, где је свирао бас-гитару до 1997. године. У истој години придружио се босанскохерцеговачкој рок групи Дивље јагоде након једне аудиције. Тамо је наступао на деветом студијском албуму Од неба до неба (2003). Дивље јагоде је напустио 2005. године. Од самог почетка свог боравка у Загребу радио је као музички продуцент или копродуцент песама за музичаре или групе као што су Ђибони, Вана, Масимо Савић, Е. Н. И, Жанамари Лалић, Опћа опасност и многи други.
Орешковић је члан босанскохерцеговачке рок групе Забрањено пушење од 2008. године. С њима је радио на последња четири студијска албума, Музеј Револуције (2009), Радови на цести (2013), Шок и невјерица (2018) и Karamba! (2022).

## Дискографија
Дивље јагоде
- Од неба до неба (2003)

Забрањено пушење
- Музеј Револуције (2009)
- Радови на цести (2013)
- Шок и невјерица (2018)
- Karamba! (2022)